# Krzyżowa Góra (Gdyně)
Krzyżowa Góra je kopec s nadmořskou výškou 188,3 m nacházející se jihozápadně od soutoku řeky Kacza s potokem Potok Wiczliński v Trojměstském krajinném parku (Trójmiejski Park Krajobrazovy) v katastru obce Chwarzno-Wiczlino městské čtvrti Gdyně na okraji Kašubského pojezeří v Pomořském vojvodství. Jižní a západní svahy kopce obtéká řeka Kacza a severní svahy zase Potok Wiczliński. Křížová hora je vzdálena od Baltského moře cca 7 km.

## Další informace
Na vrchol kopce vedou turistické stezky.

## Galerie

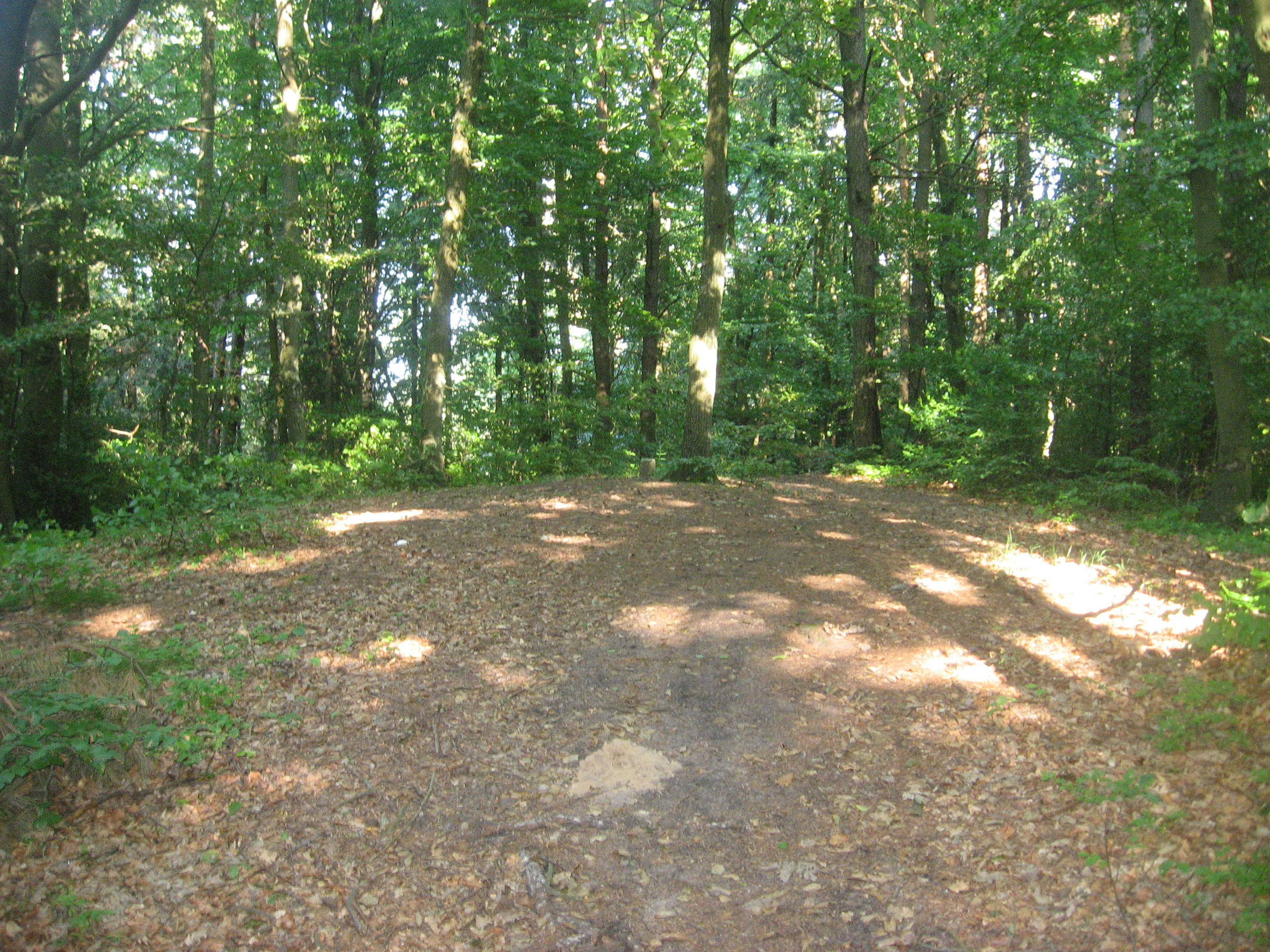
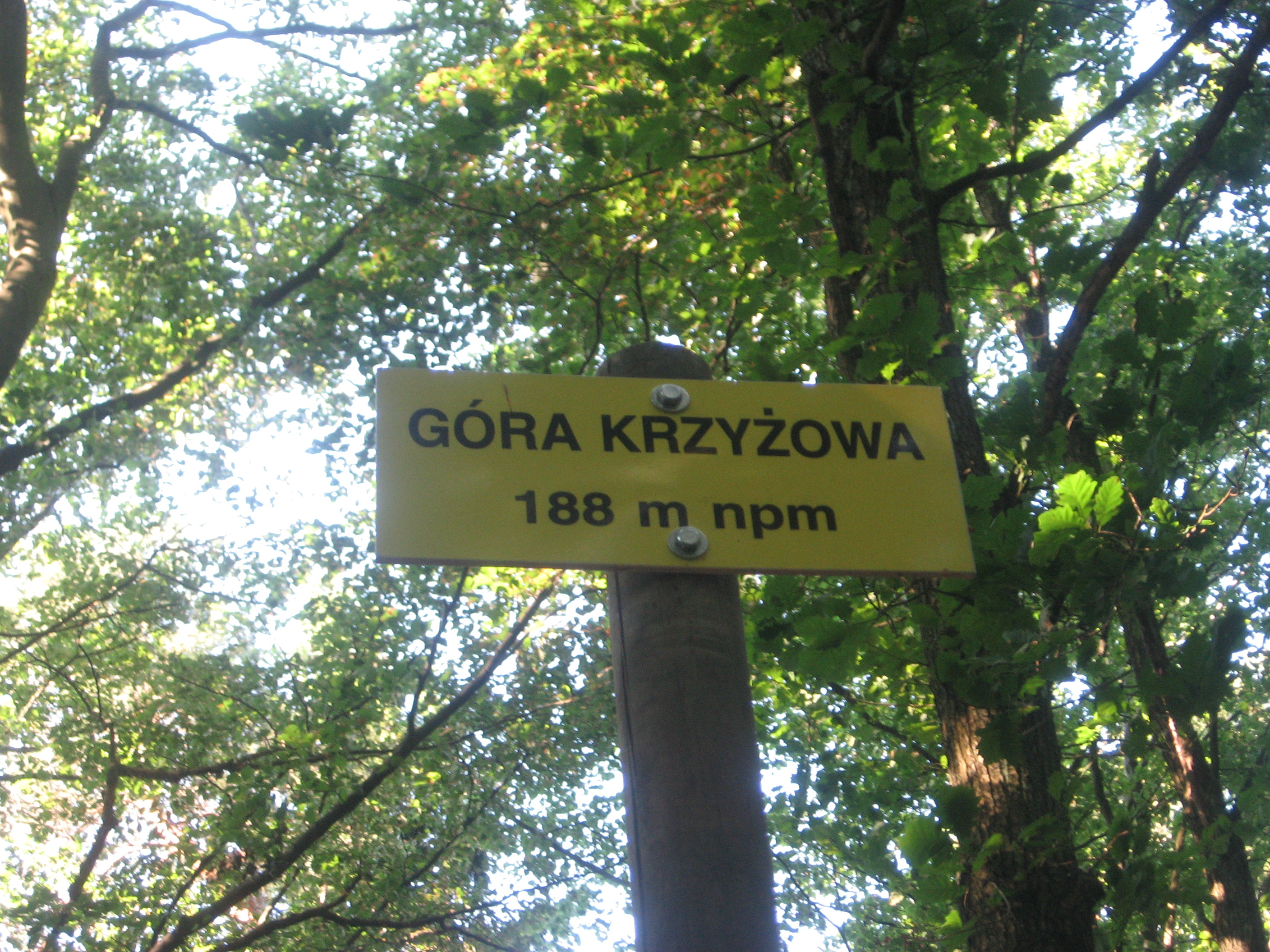